# Christian Gottlob Tröbst
Christian Gottlob Tröbst (* 25. Juli 1811 in Apolda; † 3. April 1888 in Weimar) war ein deutscher Theologe, Philosoph, Mathematiker und erster Direktor des Realgymnasiums in Weimar.

## Leben
Christian Gottlob Tröbst war der Sohn des Nadlers Wilhelm Tröbst und der Schlachterstochter Friederike Eleonora geb. Hauf. Er wurde am 28. Juli 1811 getauft. Zunächst besuchte er die Bürgerschule in Apolda. Der Vater ermöglichte unter schweren finanziellen Opfern für den begabten Sohn gleichzeitig Privatstunden in Latein und Griechisch.
Im Alter von knapp 15 Jahren wurde Tröbst am 30. März 1826 nach bestandener Prüfung in die Untertertia des Großherzoglichen Gymnasiums in Weimar aufgenommen. Die Stadt zählte damals rund 9.700 Einwohner. Tröbst wurde bald Klassenprimus, durfte Johann Wolfgang von Goethe am Jahresende stets das Schulprogramm für das neue Jahr überreichen. Sein Abitur legte er Ostern 1833 ab, auf Konferenzbeschluss „wegen Begabung“ ein halbes Jahr vorzeitig.
Sofort anschließend begann er mit dem Studium der Theologie und Philosophie an der Universität Jena, (damals 6.300 Einwohner). Er war Kostgänger beim Geheimen Hofrath Fries (1773–1843), der Philosoph und Professor der Physik und Mathematik war. Tröbst hatte die Briefanschrift: das „Wedel’sche Gartenhaus“ in Jena, „in der Colonie“. Er nahm eine Hilfslehrerstelle im Zenkerschen Institut Jena an, einer Privatschule für Jungen und höhere Töchter.
Am 22. April 1836 bestand Tröbst das Kandidatenexamen der Theologie („Candit. Theol.“). und wurde fortan den Weimarischen Predigtsamtskandidaten zugezählt. Er hielt Predigten in der Garnisonskirche sowie in der Herderkirche in Weimar. Er wechselte zur Herzog’schen Anstalt, einer anderen privaten Erziehungsanstalt in Jena in der Wagnergasse (später: Stoy’sche Knabenschule).
1837 erfolgte seine Ordination. Er wurde angestellt als Collaborator an der Haupt- und Stadtkirche zu Jena, er hielt Predigten an der Herderkirche in Weimar. Er erhielt zwei Prämierungen für „beste Predigt“.

## Wissenschaftliches Wirken
Im Dezember 1833 starb in Jena der Privatdozent für Mathematik Carl Heinrich Anton Temler. Sein letztes Manuskript, ein Lehrbuch der ebenen und körperlichen Trigonometrie, wurde über Jakob Fries unter anderem von Tröbst vollendet. Es erschien 1838 im Jenaer Buchverlag Hochhausen und kostete „1 Thlr. 18 Gr“.
Tröbst wollte seine Studien mit dem Dr. phil. abschließen. Dies wurde nur möglich mit Hilfe finanzieller Unterstützung seitens der Schulbehörde. Im Dezember 1838 wurden dem Christiano Aenodeo Troebst, Apoldano die Doctoris Philosophiae Honores verliehen. Seine Arbeit ist in Latein verfasst.
1840 veröffentlichte Tröbst als „Christian Gottlob Tröbst, Doctor der Philosophie und Lehrer an der Real-Schule zu Jena“ eine weitere überprüfte Logarithmentafel der Sinus, Tangenten und Secanten, mit dem Opus Palatinum verglichen und nach den Differenzen geprüft. Sechs Jahre später gab es eine zweite Auflage. In der Jenaer Universitätsbibliothek befand sich noch 1956 ein Exemplar mit dem Namenszug eines der Käufer: Walter von Goethe.
1839 machte er die Bekanntschaft mit dem 22 Jahre älteren Stefan Sabinin (1789–1863), dem Beichtvater der Großherzogin des Herzogtums Weimar, der Zarentochter Maria Pawlowna. Tröbst und Sabinin planten, einige Werke des russischen Dichters Alexander Puschkin in Deutschland bekannt zu machen. Sabinin übersetzte "Pique Dame", Tröbst übernahm die Bearbeitung und das Vorwort. Das Werk erschien im Verlag Hochhausen, Jena.

## Hauslehrer in Moskau
Sabinin verhalf Tröbst zu einer Hauslehrerstellung in Moskau, in der Familie des General Schöppingk, dessen Vater mit Goethe in Leipzig gut bekannt war. Tröbst traf sich mit Schöppingk in Dresden, die gemeinsame Abreise nach Moskau fand am 4. Juni 1840 statt, die Reise dauerte 22 Tage. Tröbst war jetzt 29 Jahre alt. Sein Schüler Dmitrij (1823–1895) war 17 Jahre alt. Moskau hatte damals etwa 349.000 Einwohner, rund 40-mal so viele wie Weimar. Seit der Ankunft führte Tröbst ein Tagebuch, das im Wesentlichen erhalten ist.
Am 15. Oktober 1840 bestand Tröbst die Prüfung an der Moskauer Universität als "Gouverneur", d. h. Hauslehrer. Er machte Bekanntschaft mit anderen deutschen Hauslehrern, die Tröbst „Deutsche unseres Gelichters“ nannte, darunter Ludwig Haake aus Ostfriesland und Friedrich Bodenstedt aus Peine (später als bedeutender Slawist geadelt)
Am 9. Oktober 1840 starb sein Vater Wilhelm Tröbst in Apolda.
Tröbst machte die Bekanntschaft des Fürsten Plato Meschtschersky. Dieser vermittelte ihn als Hauslehrer an die Familie von Soymonoff, ebenfalls in Moskau. Am 15. April 1841 trat er seine Stellung an. Sein Schüler war Nicola, der 16-jährige Sohn des Hausherrn. Dessen Schwester Catherine de Soymonoff war so alt wie Tröbst. Es kam zu einer lebenslangen Liebesbeziehung.
Auf dem Gut der Gräfin Cantakuzin entdeckte Tröbst im Nachlass der Elisa von der Recke drei ungedruckte Gedichte des deutschen Freiheitsdichters Theodor Körner. Darüber berichtete er 1855 selbst im Weimarischen Sonntagsblatt. Er machte die Bekanntschaft eines Freundes seines Schülers Nicola: Es war der 13-jährige Lew Tolstoi. Als Tolstoi, bereits weit über Russlands Grenzen hinaus berühmt, im Jahr 1861 nach Weimar kam, besuchte er dort zunächst Tröbst und erst danach den Großherzog.

## Rückkehr nach Deutschland
Durch eine Indiskretion erfuhren die Eltern Soymonoff von der Beziehung ihrer Tochter zu dem deutschen Hauslehrer. Tröbst musste fristlos das Haus und damit auch Moskau verlassen. Er kehrte nach Weimar am Himmelfahrtstag des Jahres 1846 zurück.
Ab dem 24. Juni 1846 hatte er eine Wohnung in Maua, Bachgastrasse, im früheren Meister’schen Hause beim Fleischer Abt. Wiederholt predigte Tröbst in dieser Zeit in Apolda. Dort hätte man ihn gerne als Superintendenten gehabt. Doch Tröbst lehnte ab, er sah seine Bestimmung eher als "Erzieher und Former der Jugend" und strebte nach einer entsprechenden Anstellung in Weimar.
Im Juli 1847 erhielt er eine Anstellung als Lehrer am Wilhelm-Ernst-Gymnasium Weimar. Das Anfangsgehalt betrug 300 Taler, „das ist nicht viel“. Er wohnte „Am Kettenberg F 60“. Weimar hatte inzwischen etwa 13.000 Einwohner (darunter 1.267 Dienstboten und 1.507 Handwerksangestellte und Lehrlinge).
Tröbst trat in die Freimaurerloge Anna Amalia zu den drei Rosen ein.
Im Frühjahr 1850 fand die Verlobung des inzwischen 39-jährigen Tröbst mit der sechs Jahre jüngeren Witwe Anna Elisabeth Motz aus Bad Salzungen statt. Deren Mann, der Kameralkandidat (d. h. Beamtenanwärter einer fürstlichen Kammer) Johann Friedrich Motz, war sechs Jahre zuvor verstorben. Elisabeth war viertes Kind und zweite Tochter des verstorbenen Metzgermeisters Johan Heinrich Bachmann und dessen Frau Anna Katharina Luther, einer entfernten Nachfahrin von Martin Luthers Frau Katharina von Bora.
Tröbst erwarb das Haus No. 26. in der Erfurter Straße in Weimar. (Dieses wurde 1877 in Haus No. 13 umnummeriert.)
Tröbst lässt sich von dem in Weimar geborenen Maler Friedrich Martersteig (1814–1899) porträtieren. Martersteig wird im gleichen Jahr Professor und Mitglied der Berliner Akademie.
Die Trauung findet am 18. August 1850 in der evangelischen Kirche in Bad Salzungen durch den "Archdiakonus" Ansfeld statt. Das erste Kind, ein Junge, geb. am 7. Mai 1851, stirbt noch am gleichen Tag. Am 5. August 1852 bringt Elisabeth einen weiteren Sohn zur Welt, Heinrich Woldemar. Er wird später Professor am Gymnasium in Hameln. Am 22. Dezember 1853 wird die Tochter Marthe geboren. Sie stirbt ein Jahr später durch einen Krippenunfall. Das vierte – und letzte – Kind Karl Ludwig Paul wird am 7. April 1859 in Hameln geboren. Später war er ein bekannter Rechtsanwalt in Weimar.
Um die Finanzen aufzubessern, muss Tröbst auch Pensionäre aufnehmen, u. a. den Kunststudenten Emile Gallé (1846–1904), später weltberühmt durch seine Kunstgläser. In den fast zwei Jahren, die Emile im Haus in der Erfurter Straße verbringt, entsteht eine enge Freundschaft zwischen Tröbsts Sohn Woldemar und Emile, aber auch zwischen den jeweiligen Eltern. Die Freundschaft bewährt sich auch im Deutsch-Französischen Krieg von 1870/71: Als Woldemar in der Schlacht bei Wörth verwundet wird, holen die Gallés den Freund/Feind aus dem deutschen Lazarett, um ihn bei sich zuhause gesund zu pflegen.

## Literarische Arbeiten
- 1848: das zweite Bändchen mit Übersetzungen der Puschkin-Novelle "Die Hauptmannstochter".
- 1853: im Verlag Bernhard Friedrich Voigt (Weimar) "Der Nordpol oder Geschichte der merkwürdigsten Reisen, welche seit den ältesten Zeiten bis jetzt nach den nördlichsten Ländern, namentlich den Inseln Nova-Zembla und Spitzbergen unternommen wurden. Bearbeitet für die Jugend nach Lebrun und Originalwerken, von Dr. Ch. G. Tröbst, Gymnasialprofessor zu Weimar".
- 1854: (ebenfalls bei Voigt): "Die Märtyrer der Freimaurerei Spaniens im Jahr 1853". 1856: die deutsche Bearbeitung des "Windsystem" von Lartigue heraus

Wenig später: eine "populäre Darstellung des Sonnensystems und der Gesetze seiner Bewegungen" nach dem Niederländer Kaiser.
- 1860: " Der Sonnenstaat des Tomaso Campanella", erschienen in zwei Programmabhandlungen seines Realgymnasiums. Im Brockhaus von 1865, 11. Auflage, steht, ebenso wie in den folgenden Auflagen bis zur XIV. von 1898, als Literaturhinweis zum Stichwort Campanella: (vgl. Tröbst, der Sonnenstaat des Campanella, Weimar 1860…)

Außerdem schreibt Tröbst für die "Weimarische Zeitung" und ist später auch Redakteur für den Boten des Gustav-Adolf-Verein.
- Ostern 1857: Tröbst Übernimmt sein neues Amt "als 1. Direktor" der neuen Realschule. (Heute: Falk-Schule).

## Caritative und andere Tätigkeiten
Tröbst war Mitglied in den Weimarer Vereinen für Innere Mission und „zur Rettung und Erziehung sittlich gefährdeter, verwahrloster und verlassener Kinder“.
Er war außerdem Mitglied und Redakteur des 1832 gegründeten Gustav-Adolf-Vereins.
Während zweier Wahlperioden war er Mitglied des Kirchengemeinderaths der Stadt Weimar Mitglied verschiedener naturwissenschaftlicher Vereine.

## Kontakt mit Wissenschaftlern und Gelehrten seiner Zeit
Mit unter anderem folgenden Persönlichkeiten hatte Tröbst persönlichen oder brieflichen Kontakt:
- Germanist Oskar Schade (1826–1906)
- Ornithologen Ludwig Brehm (1787–1864), Vater des für sein "Tierleben" berühmt gewordenen Alfred Brehm.
- Jacob Grimm (1785–1863), Philologe, Märchenforscher und einer der berühmten "Göttinger Sieben".
- Adolf Stölzel, Jurist (1831–1919) gehört dazu. Stölzl wird 1872 zum Kammergerichtsrath und Vortragenden Rath im Preussischen Justizministerium ernannt.
- Ernst von Wildenbruch (1845–1909)

## Wiederaufnahme der Beziehung zu Catherine
Im Juli 1865 erhielt Tröbst, inzwischen 54, einen Brief einer Bekannten aus Moskauer Tagen. Sie teilte ihm mit, Catherine de Soymonof sei noch immer unverheiratet. Die Verbindung wurde wieder aufgenommen. Es fand rege Korrespondenz statt.
Im September 1869 kam Catherine nach Weimar, sie wohnte im "Hotel Ziegler". Es erfolgte ein Besuch im Haus Tröbst. In ihrem ersten Brief nach der Abreise hieß es: "Jetzt verdanke ich Weimar die glücklichsten Stunden meines Lebens und die theuersten Erinnerungen."
Danach fand ein regelmäßiger Briefverkehr zwischen Tröbst in Weimar und Catherine in Moskau/Kasan statt, aus dem sich eine Art journalistischer Zusammenarbeit ergab. Die Korrespondenz ist heute im Familienbesitz Tröbst. Briefe von Catherine an ihre Mutter, in denen Tröbst erwähnt wird, befanden sich (Stand: 2007) im Moskauer Staatsarchiv, zwei Ölporträts der 28-jährigen Catherine im Puschkin-Museum Moskau.
Im Juli 1871 besuchte Catherine wiederum Weimar, diesmal in Begleitung des Fürsten Meschtscherski.
Am 17. Januar 1873 starb Tröbsts Frau, Catherine kam aus Moskau "um den Freund zu trösten".
Zum Jahresende 1873 trat Tröbst aus der Loge aus, denn sie sei nicht mehr die "Stätte des Friedens und der Ruhe", die er sich vorgestellt hatte. Der Antrag auf Pensionierung vom Schuldienst wurde abschlägig beschieden, er sollte nach Weihnachten noch einmal in der Schulbehörde besprochen werden.
Im Oktober 1876 stellte Tröbst einen zweiten Antrag auf Pensionierung, dem dann "im Interesse der Schule erst für Ostern 1877" stattgegeben wurde.
Tröbst erhielt eine lobende Dankadresse der Stadtbehörde, ihm wird der Weimarische Hausorden vom Weißen Falken verliehen.
1879 starn Catherine in Kasan.
1880 verkaufte Tröbst das Haus in der Erfurter Straße und kaufte einen Neubau am Watzdorfplatz (heute: Buchenwald-Platz). Das Haus wurde kurz vor Ende des Zweiten Weltkriegs durch Bomben zerstört.

## Tod
Tröbst starb am 3. April 1888 im 77sten Lebensjahr. Der später berühmt gewordene 17-jährige Momme Nissen, seit 1885 Student an der Großherzoglich-Sächsischen Kunstschule Weimar, machte eine Zeichnung von Tröbst auf dem Totenbett. Im sechsspaltigen Nachruf der Weimarischen Zeitung vom 14. April 1888 hieß es nach einer ausführlichen Würdigung Tröbsts: "So ging ein reiches Leben zu Ende, von dem ein gut Theil nur Mühen und Schaffen für andere gewesen ist."

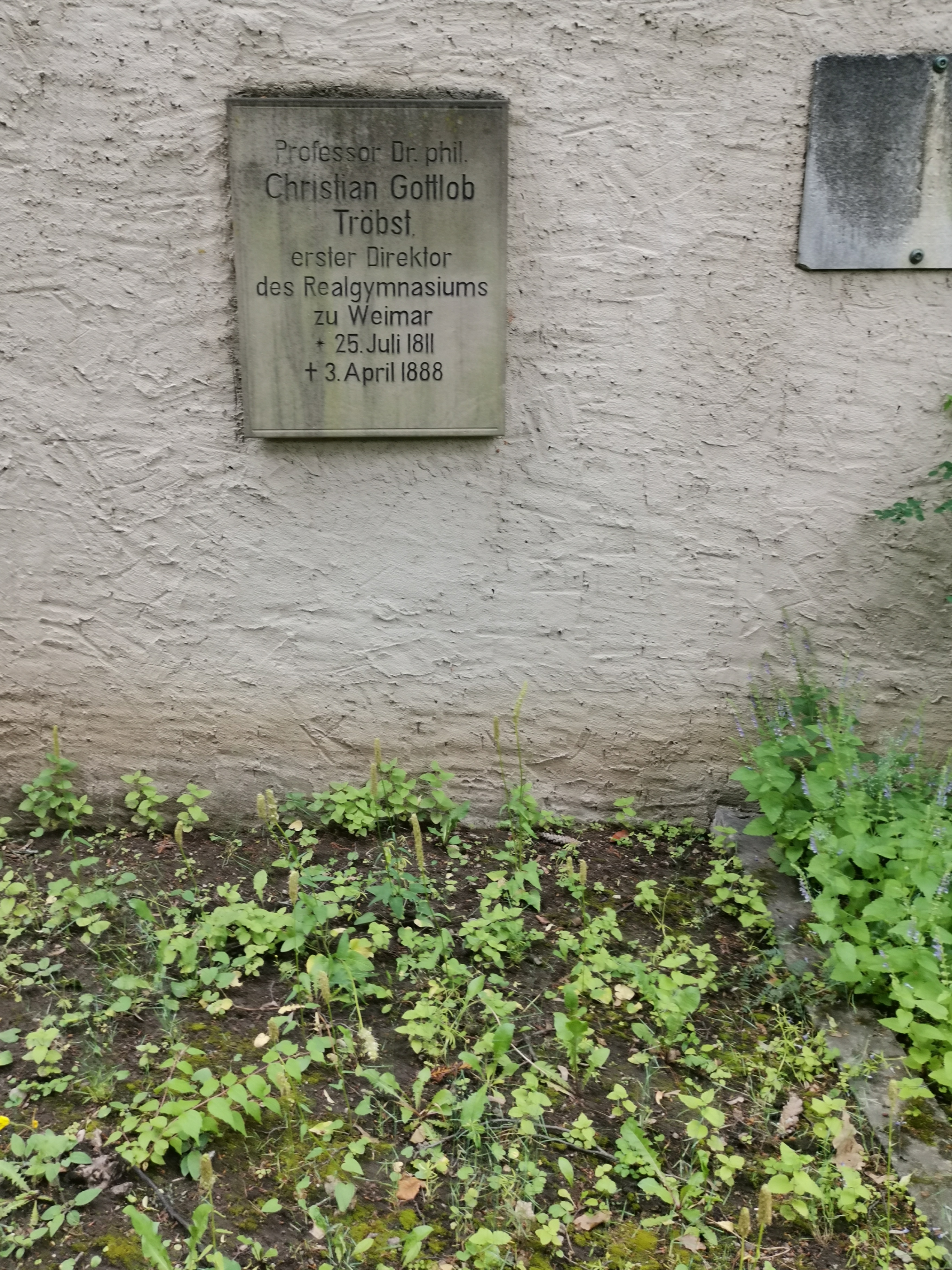
Gedenktafel

Die Beisetzung fand auf dem Historischen Friedhof in Weimar statt, links von der Allee, die zur Fürstengruft führt. Das Grab wurde mit vielen anderen nach dem Zweiten Weltkrieg eingeebnet. Nach der Wende wurde eine Gedenktafel an der rechten Mauerseite des historischen Friedhofs angebracht, etwa 50 Meter entfernt vom Eingang an der Trierer Straße.
Die Inschrift lautet:
*Tröbst
- erster Direktor
- des Realgymnasiums
- zu Weimar
- 25. Juli 1811
- † 3. April 1888